# Eagle Lake (Florida)
Eagle Lake és una població dels Estats Units a l'estat de Florida. Segons el cens del 2000 tenia 2.496 habitants.

## Demografia
Segons el cens del 2000, Eagle Lake tenia 2.496 habitants, 879 habitatges, i 637 famílies. La densitat de població era de 693,3 habitants/km².
Dels 879 habitatges en un 34,8% hi vivien nens de menys de 18 anys, en un 48,9% hi vivien parelles casades, en un 17,4% dones solteres, i en un 27,5% no eren unitats familiars. En el 20,3% dels habitatges hi vivien persones soles el 8,8% de les quals corresponia a persones de 65 anys o més que vivien soles. El nombre mitjà de persones vivint en cada habitatge era de 2,81 i el nombre mitjà de persones que vivien en cada família era de 3,21.
Per edats la població es repartia de la següent manera: un 29,4% tenia menys de 18 anys, un 9,5% entre 18 i 24, un 28,3% entre 25 i 44, un 20,9% de 45 a 60 i un 11,9% 65 anys o més.
L'edat mediana era de 33 anys. Per cada 100 dones de 18 o més anys hi havia 93,4 homes.
La renda mediana per habitatge era de 31.250 $ i la renda mediana per família de 35.078 $. Els homes tenien una renda mediana de 27.500 $ mentre que les dones 19.417 $. La renda per capita de la població era de 13.249 $. Entorn del 14,6% de les famílies i el 17,9% de la població estaven per davall del llindar de pobresa.

## Poblacions més properes
El següent diagrama mostra les poblacions més properes.